# Galtfjärden, Korpo
Galtfjärden är en fjärd i Finland. Den ligger i Korpo i landskapet Egentliga Finland, i den sydvästra delen av landet, 190 km väster om huvudstaden Helsingfors.
Galtfjärden avgränsas av Gyltö i norr, Gyltö galten i sydväst, Stenkläpparna i söder och Hjortö i sydöst. Den ansluter till Kälö fjärden i väster och Brunskärs fjärden i söder.